# Eparquía de San Nicolás de Ruski Krstur
La eparquía de San Nicolás de Ruski Krstur (en latín: Eparchia Sancti Nicolai de Ruski Krstur y en serbio: Крстурска гркокатоличка епархија) es una circunscripción eclesiástica bizantina de la Iglesia católica en Serbia (y Kosovo), inmediatamente sujeta a la Santa Sede. La eparquía tiene al obispo Djura Džudžar como su ordinario desde el 28 de agosto de 2003.
En el Anuario Pontificio la Santa Sede usa el nombre San Nicola di Ruski Krstur.

## Territorio y organización

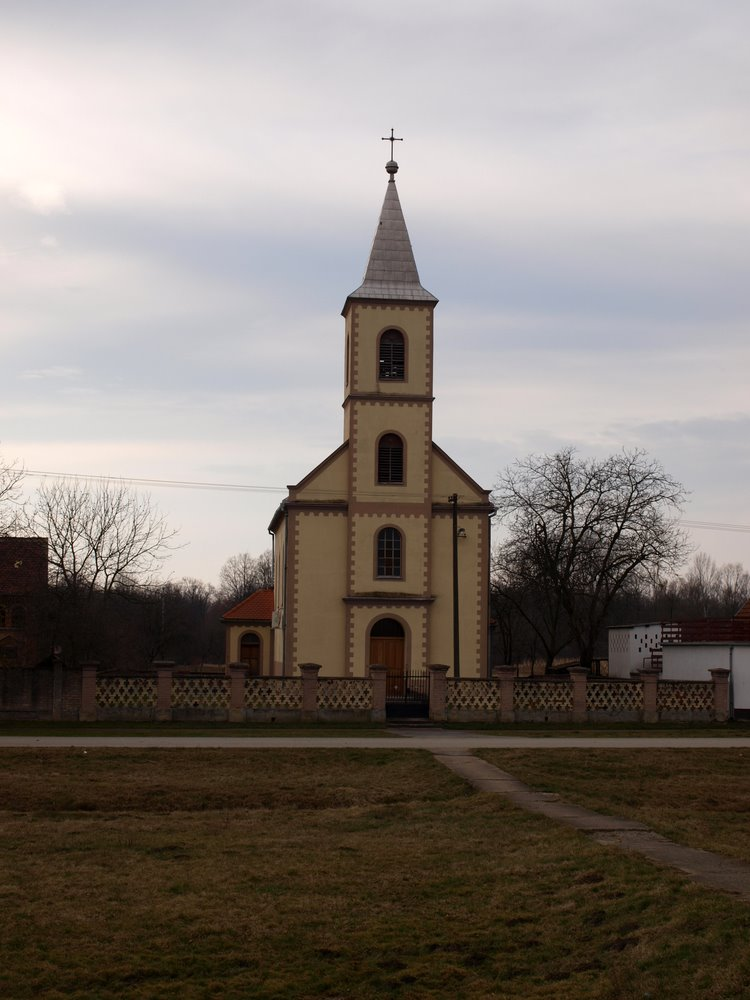
Iglesia greco-católica en Kaniži

La eparquía extiende su jurisdicción sobre los fieles católicos bizantinos residentes en todo el territorio de Serbia, incluyendo Kosovo.
La sede de la eparquía se encuentra en la ciudad de Novi Sad, mientras que en Ruski Krstur (en la comuna de Kula) se halla la Catedral de San Nicolás.
La mayoría de sus fieles son rusinos y ucranianos de Voivodina y solo unos 500 son croatas. 
En 2020 en la eparquía existían 21 parroquias agrupadas en tres vicarías:
- Vicaría de Bačka (Bačko), cuyas las parroquias se hallan en: Ruski Krstur, Đurđevo, Kucura, Novi Sad, 2 en Vrbas, Gospođinci, Kula, Novo Orahovo y Subotica.
- Vicaría de Sirmia (Sremsko), cuyas las parroquias se hallan en: Sremska Mitrovica, Šid, Bačinci, Berkasovo e Inđija.
- Vicaría de Belgrado-Banato (Beogradsko-banatsko), cuyas las parroquias se hallan en: Belgrado, Markovac, 2 en Vršac y Jankov Most.

## Historia
El exarcado apostólico de Serbia y Montenegro fue erigido el 28 de agosto de 2003 obteniendo el territorio de la eparquía de Križevci.
Luego de un concordato entre la Santa Sede y Montenegro que acordó que las jurisdicciones católicas debían ajustarse a los límites del país, el decreto Attenta norma de la Congregación para las Iglesias Orientales del 19 de enero de 2013 dispuso que los escasos fieles bizantinos de Montenegro dependieran de la arquidiócesis de Bar y de la diócesis de Kotor. La jurisdicción del exarca apostólico fue reducida a solo los fieles de Serbia y Kosovo. Mientras que el exarcado apostólico tomó el nombre de Serbia (en latín: Exarchia Apostolica pro fidelibus ritus byzantini in Serbia).
El 6 de diciembre de 2018 el exarcado apostólico fue elevado al rango de eparquía por el Francisco mediante la bula Christi Crucis.

## Estadísticas
De acuerdo al Anuario Pontificio 2021 la eparquía tenía a fines de 2020 un total de 21 571 fieles bautizados.
| Año                                                                             | Población            | Población | Población      | Sacerdotes | Sacerdotes    | Sacerdotes    | Bautizados por sacerdote | Diáconos permanentes | Religiosos | Religiosos | Parroquias |
| Año                                                                             | Bautizados católicos | Total     | % de católicos | Total      | Clero secular | Clero regular | Bautizados por sacerdote | Diáconos permanentes | Varones    | Mujeres    | Parroquias |
| ------------------------------------------------------------------------------- | -------------------- | --------- | -------------- | ---------- | ------------- | ------------- | ------------------------ | -------------------- | ---------- | ---------- | ---------- |
| 2003                                                                            | 22 700               | ?         | ?              | 18         | 16            | 2             | 1261                     |                      | 2          | 55         | 17         |
| 2004                                                                            | 22 934               | ?         | ?              | 18         | 16            | 2             | 1274                     |                      | 2          | 54         | 26         |
| 2009                                                                            | 22 369               | ?         | ?              | 18         | 16            | 2             | 1242                     |                      | 3          | 65         | 21         |
| 2013                                                                            | 22 085               | ?         | ?              | 20         | 18            | 2             | 1104                     |                      | 2          | 73         | 21         |
| 2016                                                                            | 21 845               | ?         | ?              | 21         | 19            | 2             | 1040                     |                      | 2          | 61         | 21         |
| 2019                                                                            | 21 600               |           |                | 19         | 17            | 2             | 1136                     |                      | 2          | 48         | 21         |
| 2020                                                                            | 21 571               | ?         | ?              | 19         | 17            | 2             | 1135                     |                      | 2          | 47         | 21         |
| Fuente: Catholic-Hierarchy, que a su vez toma los datos del Anuario Pontificio. |                      |           |                |            |               |               |                          |                      |            |            |            |

## Episcopologio
- Djura Džudžar, desde el 28 de agosto de 2003

## Galería
Iglesias greco-católicas en Voivodina:

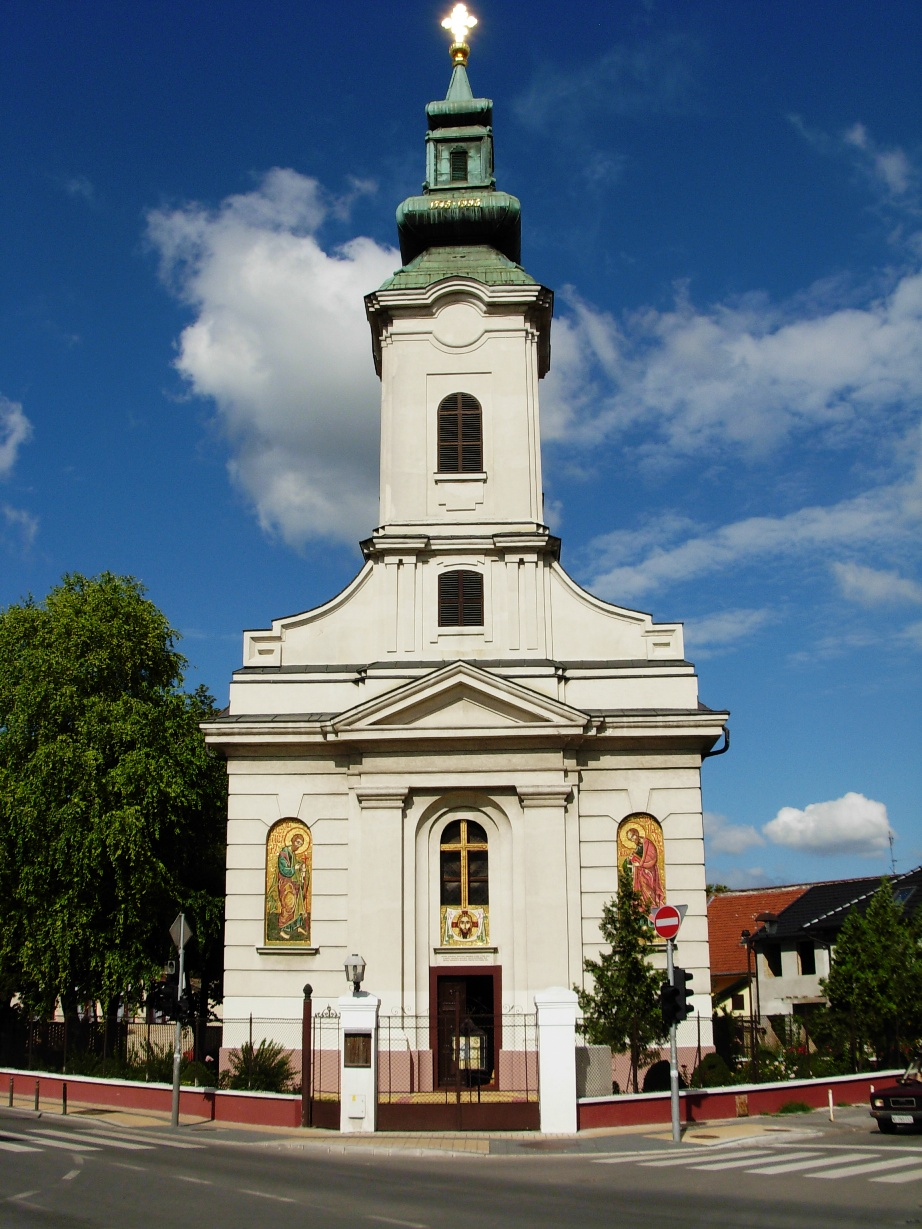
Novi Sad
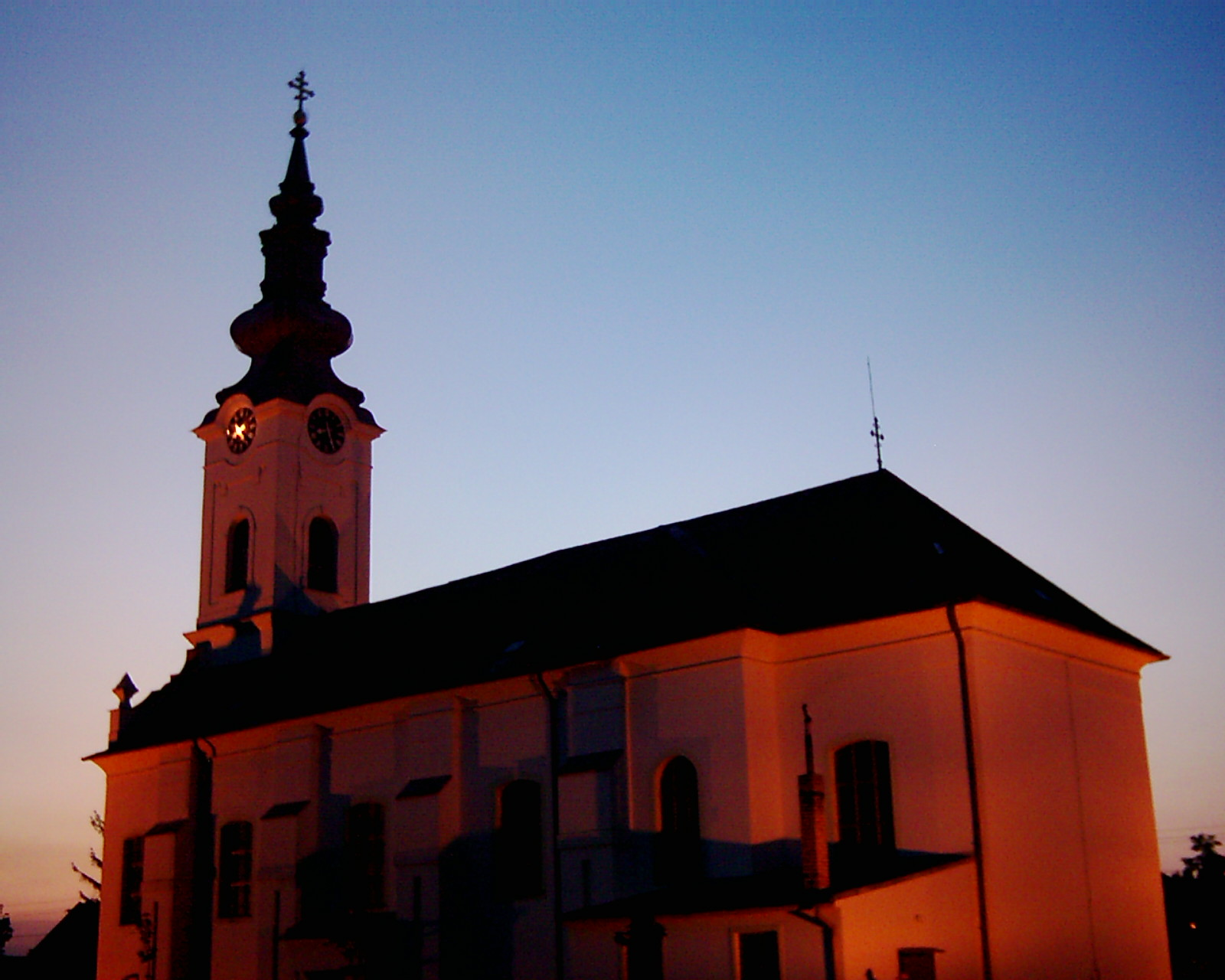
Kucura
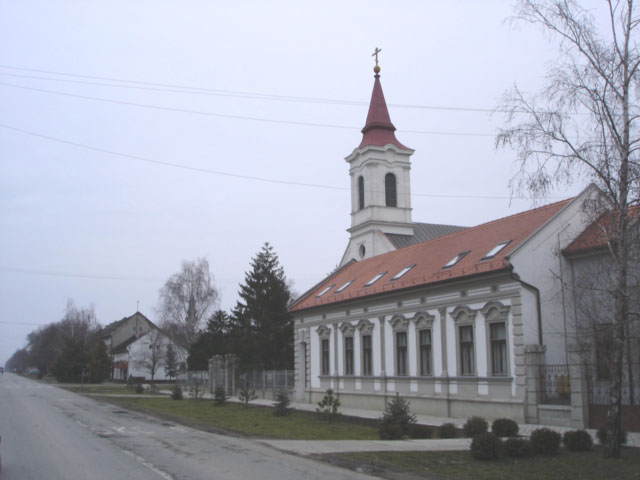
Đurđevo
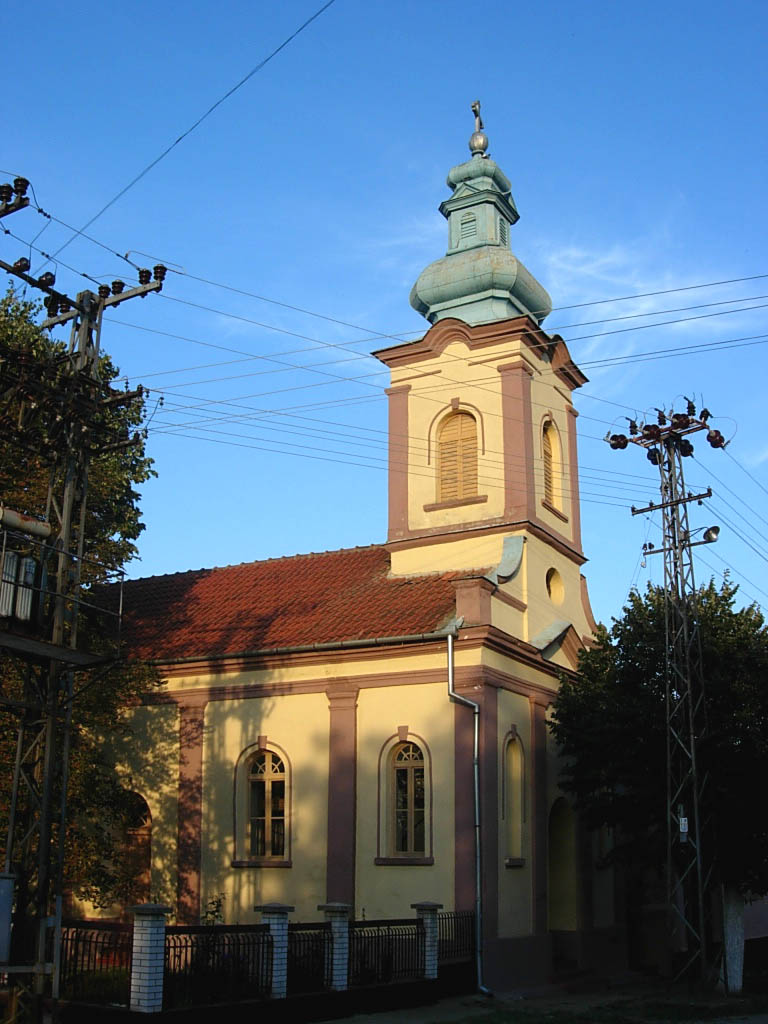
Markovac
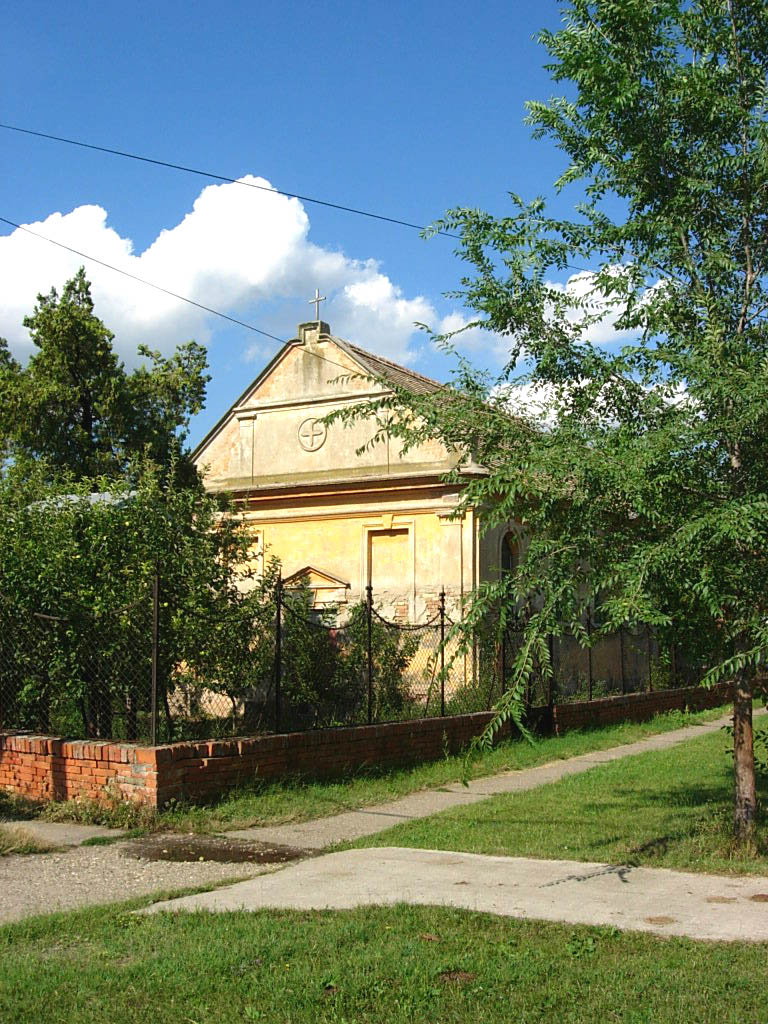
Jankov Most